# Egbeda
Egbeda è una città della Repubblica Federale della Nigeria appartenente allo stato di Oyo.
È il capoluogo dell'omonima area a governo locale (local government area) che conta una popolazione di 281.573 abitanti.